# Bleeding Love
„Bleeding Love” este o baladă pop/R&B compusă de Jesse McCartney și produsă de Ryan Tedder, fiind primul single (al doilea din cariera sa, după „A Moment Like This”) extras de pe albumul Spirit al cântăreței de origine engleză, Leona Lewis. Piesa a fost lansată în  în septembrie 2007, devenind cel mai de succes cântec al anului 2007 în această regiune și a fost prezent în UK Singles Chart în trei ani consecutivi (2007, 2008 și 2009). Cântecul s-a comercializat în Statele Unite pe format digital în peste 3 750 000 exemplare, fiind cel de-al doilea cel mai bine vândut single în această țară în 2008. „Bleeding Love” a ajuns pe primul loc în clasamentele din 34 de țări, inclusiv în Japonia, Statele Unite și Canada. Videoclipul a fost difuzat pentru prima dată pe 17 octombrie 2007 și a fost prezentat pe YouTube în aceeași zi, pe acest site fiind accesat de peste 88 de milioane de ori. Piesa a obținut două nominalizări la premiile Grammy, pentru „Cântecul anului” și „Cea mai bună voce feminină de muzică pop” ”.

## Compunere
În decembrie 2006, Lewis a câștigat cea de-a treia serie a emisiunii-concurs din Regatul Unit, The X Factor, premiul constând într-un contract în valoare de 1 milion de lire sterline cu casa de discuri Sony BMG, al cărei director de A&R este Simon Cowell. Acesta a dorit ca albumul interpretei să fie unul incredibil, cu piese originale și să fie realizat de compozitori și de producători renumiți la nivel mondial.
În februarie 2007, solistul de la OneRepublic, Ryan Tedder, a compus cântecul „Bleeding Love” alături de Jesse McCartney pentru cel de-al treilea album de studio al acestuia, Departure, însă casa lui de discuri a refuzat apariția piesei pe materialul discografic. Tedder a numit compoziția „măreață” și a declarat ca directorii „nu sunt în toate mințile”. Deși McCartney dorea să păstreze pentru el cântecul deoarece se simțea atașat de acesta, Tedder a considerat că nu se potrivește cu stilul abordat de interpret.
Deși a mai participat la unele emisiuni-concurs, Tedder a luat decizia ca să nu colaboreze cu niciun concurent de la American Idol. Într-un interviu acordat cotidianului Daily Mirror, acesta a vorbit despre cum a ajuns să colaboreze cu Leona Lewis: „Am descoperit-o pe YouTube. OneRepublic semnase un contract, însă nu se întâmplau prea multe [cu acest proiect], așa că încercam să compun cât de mult puteam. Nu știam nimic de X Factor și nici nu-mi păsa – știam doar că vreau să-i scriu [Leonei] prima ei piesă. Este o perfecționistă și își cunoaște vocea mai bine decât mulți alți interpreți cu care am lucrat. În timp ce compuneam «Bleeding Love», aveam în minte următoarea idee: dacă aș fi fost în anii '90 și aș fi fost Prince, unde m-ar conduce această melodie?”.
McCartney a declarat că în momentul în care Clive Davis a auzit piesa, acesta a dorit să apară pe albumul lui Lewis. Astfel, Tedder a rearanjat negativul, schimbând tonalitatea pentru a fi în concordanta cu vocea interpretei și i-a dat cântecul lui Cowell, acesta declarându-l „alesul”.

## Structura și versurile
„Bleeding Love” este un cântec pop cu influențe R&B și din muzica electronicâ, scris în tonalitatea Fa major și în măsura de patru pătrimi. Lewis atinge nota la din octava a doua în timpul ultimului refren și re din octava întâi pe fiecare vers din strofe, întinderea vocală a interpretei pe această piesă fiind de o octavă și jumătate. Cântecul este construit după modelul obișnuit de vers-cor-refren și prezintă pe parcursul strofelor o sonoritate asemănătoare cu cea provenită de la o orgă folosită în bisericile catolice. Corzile de chitară realizate cu ajutorul sintetizatorului se îmbină cu percuția provenită de la woodblock. Un sunet puternic și distorsionat de tobă (similară cu cea folosită de orchestra de fanfară) se aude pe fundalul piesei. În cântec se întâlnește câte un acord pe spații mari și sunt folosite armonii vocale.
McCartney a compus „Bleeding Love” gândindu-se la iubita sa, declarând că: „Îmi tot venea în minte ideea de a fi îndrăgostit atât de mult încât iți poate provoaca durere. Trecuseră patru luni de când eram departe de partenera mea și în acel moment nu îmi doream decât să renunț la tot și să zbor acasă. Eram atât de îndrăgostit încât mă durea. Era ca și cum as fi sângerat, ca și cum m-ar fi spintecat”.
Cântecul se referă la cineva care se află într-o relație și care este foarte orbit de dragoste. Ea continuă să-l iubească și să accepte durerea, deși prietenii au avertizat-o și el o rănește în mod constant.

## Promovare
Debutul cântecului la posturile de radio britanice a fost ascultat online de un milion și jumătate de persoane. Perez Hilton l-a postat pe blogul său la scurt timp după aceea, „Bleeding Love” fiind numit înregistrarea săptămânii în perioada 24 septembrie – 28 septembrie de către Scott Mill.
Lewis a mers într-un turneu de promovare (ce a durat două zile, pe 11 și pe 12 octombrie 2007) a discului single și a albumului la posturile radio din Regatul Unit. Apoi, interpreta a fost invitată la emisiunea This Morning pe 15 octombrie și la The X Factor pe 20 octombrie 2007, unde a cântat „Bleeding Love” live. Alte apariții televizate și radio au fost la T4, GMTV și Loose Women.
Lewis a interpretat piesa și la Festival della canzone italiana pe 29 februarie 2008 și la emisiunea din Germania, Wetten, dass..? pe 1 martie 2008.
Cântăreața și-a făcut debutul la televiziunile americane în cadrul programului The Oprah Winfrey Show pe 17 martie 2008, apoi a apărut la  Good Morning America pe 4 aprilie 2008, Live With Regis and Kelly pe 8 aprilie 2008, Jimmy Kimmel Live, The Ellen DeGeneres Show  pe 11 aprilie 2008 și la The Tyra Banks Show pe 17 aprilie 2008. Lewis a cântat live piesa în timpul celei de-a șaptea ediții din American Idol pe 23 aprilie 2008.

## Recenzii
Reacția criticilor de specialitate a fost, în general, pozitivă. Showbiz Spy a descris cântecul ca fiind „încărcat de emoție”, afirmând că „arată calitățile vocale impresionante ale Leonei” și că „din momentul ce deschide gura, ne amintește instantaneu despre vocea sa uimitoare ce are o intensitate capabilă sa-ți oprească inima și o atingere ușoara și jucăușă”. Digital Spy i-a acordat patru stele dintr-un total de cinci, numindu-l „cel mai bun single al uni câștigător al emisiunii  The X Factor” și „o înregistrare pop genială ce este o baladă despre durerea provocată de dragoste, [subiect] după care sigur tânjesc fanii X Factor, în același timp sugerând o credibilitate urbană sub forma unui ritm puternic și de actualitate”.
Billboard a scris recenzia pentru „Bleeding Love” înainte ca acesta sa fie lansat în Statele Unite, numindu-l „un debut colosal și [care va rămâne] veșnic”, afirmând în continuare că „nu doar că este de la prima ascultare foarte carismatic, este, de asemena, la modă, sensibil, cu o măsură oscilantă și un adevărat tur de forță din punct de vedere vocal”. Publicația The Village Voice a descris cântecul ca o „mașinărie emo–pop perfect concepută... vechea Mariah este geloasă în acest moment”. Yahoo Music îl consideră „cel mai sofisticat și mai plăcut cântec de pe album”, iar allmusic compară sunetul de orgă de la începutul piesei cu cel din „Vision of Love”, Stephen Thomas Erlewine ironizând versurile, la fel ca și Kitty Empire de la The Guardian. Aceasta scrie în continuare că „e dificil însă să nu-ți placă piesa”. Slant Magazine consideră că „Bleeding Love” este „acel tip de cântec pop care se anunță singur încă de la prima notă.(...) Lewis oferă multe din punct de vedere vocal, iar sunetul de tobă conferă o iluzie de îndrăzneală, ceva de care albumul are nevoie urgent”. Blender susține faptul că „exact zero compoziții de pe material se ridică la nivelul lui «Bleeding Love»”.
BBC America a acordat cântecului o recenzie mixtă: „Percuția inventivă nu poate împiedica piesa să nu sune învechită, ca o compoziție de umplutură a unui album de mult pierdut din anii '90 al interpretei Mariah Carey. Este una dintre acele piese într-un tempo moderat, prea rar pentru cluburi și prea rapid pentru foxtrot. De fapt, din cauza sunetului de tobă de fanfară, seamănă foarte mult cu «Hollaback Girl» al lui Gwen Stefani, fiind o versiune baladescă a acestuia. Trecând mai departe la părțile pozitive, Leona își reține vocalizele, nedeviind în acele melisme care au chinuit-o mereu pe Christina Aguilera”.

## Performanțe

### În clasamente
„Bleeding Love” a debutat în UK Singles Chart pe 28 octombrie 2007, ajungând pe cel mai înalt loc, astfel Lewis devenind prima câștigătoare a emisiunii The X Factor care ocupă prima poziție în Regatul Unit și interpreta britanica al cărui single a petrecut cele mai multe săptămâni (7) pe prima treaptă a acestui clasament. „Bleeding Love” a fost prezent în ierarhia britanică a discurilor single atât în 2007 , cât și în 2008 și în 2009. Cântecul a obținut clasări de top 10 în toate țările europene în care a intrat, astfel ajungând pe primul loc în European Hot 100. În Oceania, piesa a avut un succes asemănător. A debutat pe locul 9 în Australia pe 24 decembrie 2007 și în Noua Zeelandă pe 26 noiembrie 2007, ajungând în fruntea acestor clasamente, staționând pe prima poziție timp de cinci ediții.
În Statele Unite, „Bleeding Love” a fost lansat pe suport digital pe 18 decembrie 2007, fiind descărcat de 6 000 de ori, obținând locul 11 în Bubbling Under Hot 100. A intrat în clasamentul principal două săptămâni mai târziu, atingând prima poziție atât în Billboard Hot 100 cât și în Billboard Pop 100 și Hot Digital Songs. Lewis devine astfel a treia interpretă britanică ce ajunge pe prima poziție în S.U.A., după Petula Clark în 1965 și Sheena Easton în 1981. De asemenea, „Bleeding Love” este prima piesa a unei cântărețe britanice ce ocupă locul fruntaș în Statele Unite în ultimii 20 de ani și este al doilea disc single ce a revenit de trei ori pe primul loc în Hot 100, după „Le Freak” al formației Chic. Lewis este singura interpretă britanica în ultimii 18 ani ce obține simultan primul loc în clasamentul american al cântecelor și în cel al albumelor. În Canada, cântecul a ajuns pe primul loc pe 5 aprilie 2008.

### Vânzări
„Bleeding Love” a fost lansat pe suport CD pe 22 octombrie 2007, înregistrând vânzări de peste 66 000 de exemplare, debutând pe primul loc în clasamentul britanic al magazinelor iTunes. Cântecul a fost comercializat în 218 805 de unități în prima săptămână, devenind cel mai bine vândut single pe parcursul a 7 zile, performanță depășită de „When You Believe”, piesa lui Leon Jackson lansată în decembrie 2007. În a doua și a treia săptămână, „Bleeding Love” a fost cumpărat în 489 153 de exemplare, devenind cel mai bine vândut cântec al anului 2007 după doar 3 săptămâni. Este pentru prima data când o interpreta britanică ajunge pe primul loc al clasamentului de sfârșit de an al vânzărilor. Discul single a fost recompensat cu aur de British Phonographic Industry pe 9 noiembrie 2007 și cu platină pe 18 ianuarie 2008.
„Bleeding Love” s-a vândut în Statele Unite în peste 3,37 milioane de exemplare în format digital, fiind cel mai bine vândut single al anului. A primit de două ori discul de platină de la RIAA pentru comercializările din S.U.A. și de la ARIA pentru cele de pe teritoriul australian. În Canada, a fost premiat cu disc de platină de către CRIA. În Noua Zeelandă și Belgia, piesa a fost recompensată cu discul de aur, iar în Franța, cântecul a fost cumpărat în 57 070 de exemplare. Piesa a acumulat 9 325 000 de puncte și a ajuns pe primul loc în clasamentul compilat de MediaTraffic, primind de cinci ori discul de platină pentru vânzările realizate în întreaga lume.

### Premii
„Bleeding Love” i-a adus lui Lewis numeroase premii și nominalizări. În decembrie 2007, cântecul a câștigat două distincții, pentru „Cea mai buna înregistrare” și „Înregistrarea anului” la Virgin Media Music Awards. În ianuarie 2008, piesa a fost nominalizată la categoria „Cel mai bun disc single britanic” la BRIT Awards. Chiar dacă nu a câștigat, „Bleeding Love” a ieșit pe locul al doilea, după Shine al formației Take That. Succesul comercial înregistrat de acest cântec i-a adus Leonei Lewis premiul muzical la Britain's Best, eveniment difuzat la ITV1 pe 23 mai 2008. Pe 3 decembrie 2008, piesa a fost nominalizată la „Înregistrarea anului” și la „Cea mai bună interpretare pop feminină” la Grammy Awards 2008. Revista Rolling Stone a plasat discul single pe locul 25 în clasamentul celor mai bune cântece ale anului 2008, iar Digital Spy l-a clasat pe poziția a doua în Top 20 Singles of 2007. În aprilie 2009, Tedder si McCartney au fost premiați la ASCAP Pop Music Awards pentru compunerea lui „Bleeding Love”.

## Videoclipuri
Pentru acest single au fost lansate două videoclipuri. Primul, regizat de către Melina Matsoukas, a fost filmat în iulie 2007 în Los Angeles, cadrele fiind realizate în interiorul unui apartament, prezentând patru cupluri în diferite stadii ale unei relații. Matsoukas a explicat sensul videoclipului pentru emisiunea postului MTV, Making the Video, spunând că apa reprezintă o metaforă pentru problemele amoroase, ca și cum apartamentul ar sângera din cauza acestora. Lewis a purtat o rochie creată de Dolce & Gabbana încrustată cu cristale, valorând 100 000 de lire sterline și cântărind 18 kilograme. Această variantă difuzată la nivel internațional a clipului a fost postată pe YouTube la 17 octombrie 2007 si a acumulat 86 de milioane de vizionari până în iunie 2009.
Cel de-al doilea videoclip, regizat de către Jesse Terrero, are scenariul creat de către Ryan Tedder, filmat în noiembrie 2007.  Acesta o prezintă pe Leona Lewis mergând pe străzile orașului New York în timp ce are o dispută cu iubitul său, interpretat de modelul Nicholas Lemons. Clipul a fost lansat exclusiv pe teritoriul Statelor Unite, având premiera pe Yahoo! Music la 29 ianuarie 2009. A fost difuzat pentru prima dată pe un post TV la VH1, cântecul făcând parte din campania You Oughta Know. „Bleeding Love” a ajuns pe primul loc în Total Request Live și a fost recompensat de două ori cu platină pentru difuzările în rețeaua MTV.
Versiunea internațională a videoclipului a fost nominalizată la categoria Cel mai bun videoclip britanic la MTV Video Music Awards 2008 și s-a plasat pe primul loc în clasamentul Music On Demand compilat de Virgin Media, obținând un milion de vizualizări.

## Lista de piese
- Compact disc (88697175622)

1. „Bleeding Love” (Versiunea de pe album) (Ryan Tedder, Jesse McCartney) — 4:21
2. „Forgiveness”[80] (Kara DioGuardi, Leona Lewis, Salaam Remi) — 4:26

- Maxi single (88697222422)[81]

1. „Bleeding Love” (Versiunea de pe album) (Tedder, McCartney) — 4:21
2. „Forgiveness” (DioGuardi, Lewis, Remi) — 4:21
3. „A Moment Like This” (Jörgen Elofsson, John Reid) — 4:1
4. „Bleeding Love” (videoclip)

- CD promoțional pentru Statele Unite (88697218242)[82]

1. „Bleeding Love” (Editare pentru radio) (Tedder, McCartney) — 3:59
2. „Bleeding Love” (Versiunea de pe album) (Tedder, McCartney) — 4:21
3. "„Bleeding Love” (Call Out Hook) (Tedder, McCartney) — 0:10

- Descărcare digitală pentru Statele Unite (886972980522)[83]

1. „Bleeding Love” (Versiunea de pe album) (Tedder, McCartney) — 4:21

## Lansare
| Țară          | Dată                             | Casă de discuri      | Format                           |
| ------------- | -------------------------------- | -------------------- | -------------------------------- |
| Regatul Unit  | 22 octombrie 2007                | Syco Music           | CD                               |
| Australia     | 15 decembrie 2007                | Sony BMG, Syco Music | CD                               |
| Europe        | 15 septembrie 2007               | Single CD            | Sony BMG, Syco Music             |
| Statele Unite | 18 decembrie 2007                | J Records            | descărcare digitală              |
| Statele Unite | 18 martie 2008                   | J Records            | CD                               |
| Italia        | 11 ianuarie 2008                 | Sony BMG, Syco Music | CD                               |
| Germania      | 11 ianuarie 2008                 | Sony BMG, Syco Music | CD, maxi CD, descărcare digitală |
| Elveția       | 11 ianuarie 2008                 | Sony BMG, Syco Music | CD, maxi CD                      |
| Hong Kong     | 23 ianuarie 2008                 | Sony BMG, Syco Music | Maxi CD, descărcare digitală     |
| Singapore     | 23 ianuarie 2008                 | Sony BMG, Syco Music | Maxi CD, descărcare digitală     |
| Olanda        | 28 ianuarie 2008                 | Sony BMG, Syco Music | CD                               |
| Japonia       | 13 februarie 2008 9 aprilie 2008 | BMG Japan            | descărcare digitală              |

## Clasamente
| Clasament (2007/2008)                 | Poziția maximă |
| ------------------------------------- | -------------- |
| Australian ARIA Singles Chart         | 1              |
| Ö3 Austria Top 40                     | 1              |
| Belgian Ultratop 50 Singles (Flandra) | 1              |
| Belgian (Valonia) Singles Chart       | 4              |
| Canadian Hot 100                      | 1              |
| Danish Singles Chart                  | 2              |
| Dutch Singles Chart                   | 1              |
| European Hot 100 Singles              | 1              |
| Finnish Singles Chart                 | 2              |
| French Singles Chart                  | 1              |
| German Singles Chart                  | 1              |
| Greek Singles Chart                   | 1              |
| Hungarian Mahasz Airplay Chart        | 1              |
| Irish Singles Chart                   | 1              |
| Italian FIMI Singles Chart            | 2              |
| Japan Hot 100 Singles                 | 1              |
| New Zealand RIANZ Singles Chart       | 1              |
| Norwegian Singles Chart               | 1              |
| Romanian Top 100                      | 3              |
| Russian Airplay Chart                 | 3              |
| Spanish Singles Chart                 | 2              |
| Swedish Singles Chart                 | 2              |
| Swiss Singles Chart                   | 1              |
| Turkey Top 20 Chart (Billboard)       | 2              |
| UK Singles Chart                      | 1              |
| Billboard Hot 100                     | 1              |
| Billboard Hot Digital Songs           | 1              |
| Billboard Pop 100                     | 1              |

| Clasamente de sfârșit de an (2007) | Poziție |
| ---------------------------------- | ------- |
| UK Singles Chart                   | 1       |
| Irish Singles Chart                | 1       |
| Clasamente de sfârșit de an (2008) | Poziție |
| Australian Singles Chart           | 4       |
| Austrian Singles Chart             | 3       |
| Canadian Hot 100 Songs             | 2       |
| French SNEP Singles Chart          | 42      |
| Japan Hot 100 Singles              | 8       |
| Spanish Singles Chart              | 40      |
| Swiss Singles Chart                | 2       |
| UK Singles Chart                   | 76      |